# Edwin von Drenkmann
Edwin Waldemar Balduin Friedrich Drenkmann, ab 1901 Edwin von Drenkmann, (* 6. Juni 1826 in Oppeln, Provinz Schlesien; † 8. Mai 1904 in Berlin) war ein deutscher Jurist, Kronsyndikus und Chefpräsident des Kammergerichts in Berlin.

## Familie
Er entstammte einer Müller-Familie aus Calbe (Saale) (heute Salzlandkreis, Sachsen-Anhalt, erstmals erwähnt 1709). Am 18. Januar 1901 wurde Drenkmann in Berlin in den preußischen Adelsstand erhoben. Er war evangelisch.
Drenkmann heiratete am 11. Oktober 1860 in Berlin Anna Licht (* 2. Februar 1833 in Berlin; † 4. August 1898 in Sellin).
Sein Enkel war der durch Terroristen ermordete Kammergerichtspräsident Günter von Drenkmann (1910–1974). Ein weiterer Enkel war der Offizier und Generalleutnant Kurt Agricola (1889–1955).

## Leben
Nach dem Studium in Breslau und Berlin wurde er 1846 auf den preußischen Landesherrn vereidigt. 1848 wurde er vom Auskultator zum Referendar befördert. 1852 wurde Drenkmann Gerichtsassessor und Staatsanwaltsgehilfe ernannt und kam von seiner Referendarsstelle in Groß-Strehlitz nach Oppeln. 1853 wurde er nach Berlin versetzt und 1856 beim Kammergericht eingesetzt. 1857 beförderte man ihn zum Zweiten Staatsanwalt und 1862 zum Ersten Staatsanwalt am Kammergericht. 1865 wurde er Appellationsgerichtsrat in Halberstadt und 1869 Kammergerichtsrat. Im Jahr 1872 wurde er Obertribunalrat und 1874 Vizepräsident am Appellationsgericht in Posen. Im Jahr 1876 wurde er Präsident am Appellationsgericht in Marienwerder in Pommern. Im Jahr 1879 wurde er Senatspräsident des II. Strafsenats am Reichsgericht und mit dem Roten Adlerorden II. Klasse versehen. 1884 leitete er den Prozess gegen die Attentäter vom Niederwalddenkmal, August Reinsdorf und Emil Küchler. 1889 kam er als Chefpräsident an das Kammergericht zurück. Ab 1890 war er auch Kronsyndikus. 1896 wurde er zum Dienstjubiläum mit den Titeln Exzellenz und Wirklicher Geheimrat geehrt und es wurde von den Beamten des Kammergerichts eine Drenkmannstiftung errichtet. In seinen letzten Lebensjahren war er mehrfach erkrankt.
Von 1890 bis zu seinem Tod 1904 war er Mitglied des Preußischen Herrenhauses. Er galt als unbeeinflussbar gesetzestreu und schlug deshalb – was dem antisemitischen öffentlichen Zeitgeist nicht entsprach – 1892/1893 geeignet erscheinende Assessoren auch dann zur Richterernennung vor, wenn sie einer jüdischen Gemeinde angehörten. Diesen Vorschlägen folgte aber das Justizministerium bei allem Respekt vor von Drenkmann nicht.
Edwin von Drenkmann starb 1904 im Alter von fast 78 Jahren in Berlin. Sein Grab befindet sich auf dem Friedhof II der Jerusalems- und Neuen Kirche in Berlin-Kreuzberg. Das Grabkreuz aus schwarzem Granit ist verloren gegangen, nur noch der Sockel existiert.